# 臺北機務段
臺北機務段（英語：Taipei Rolling Stock Branch， Taiwan Railways Administration， MOTC.）是臺灣鐵路公司（原臺灣鐵路管理局，略稱臺鐵或臺鐵局）的機務段，位於新北市樹林區樹林調車場（簡稱樹調），主要負責東部幹線（宜蘭線、北迴線、臺東線）列車編組調度及整備與維修業務，同時為臺鐵傾斜式列車的管理維護基地。

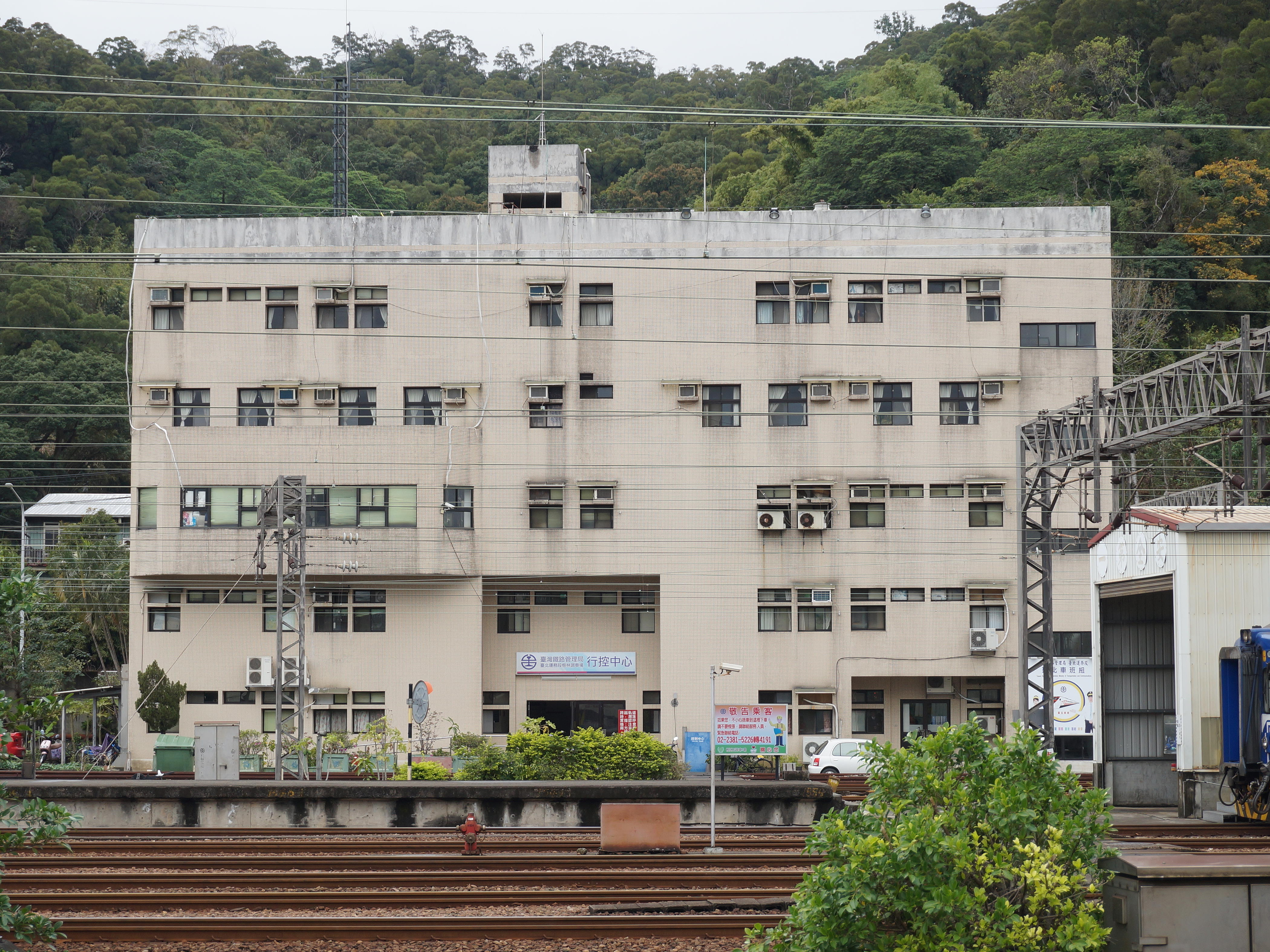
樹林調車場行車控制中心

## 沿革

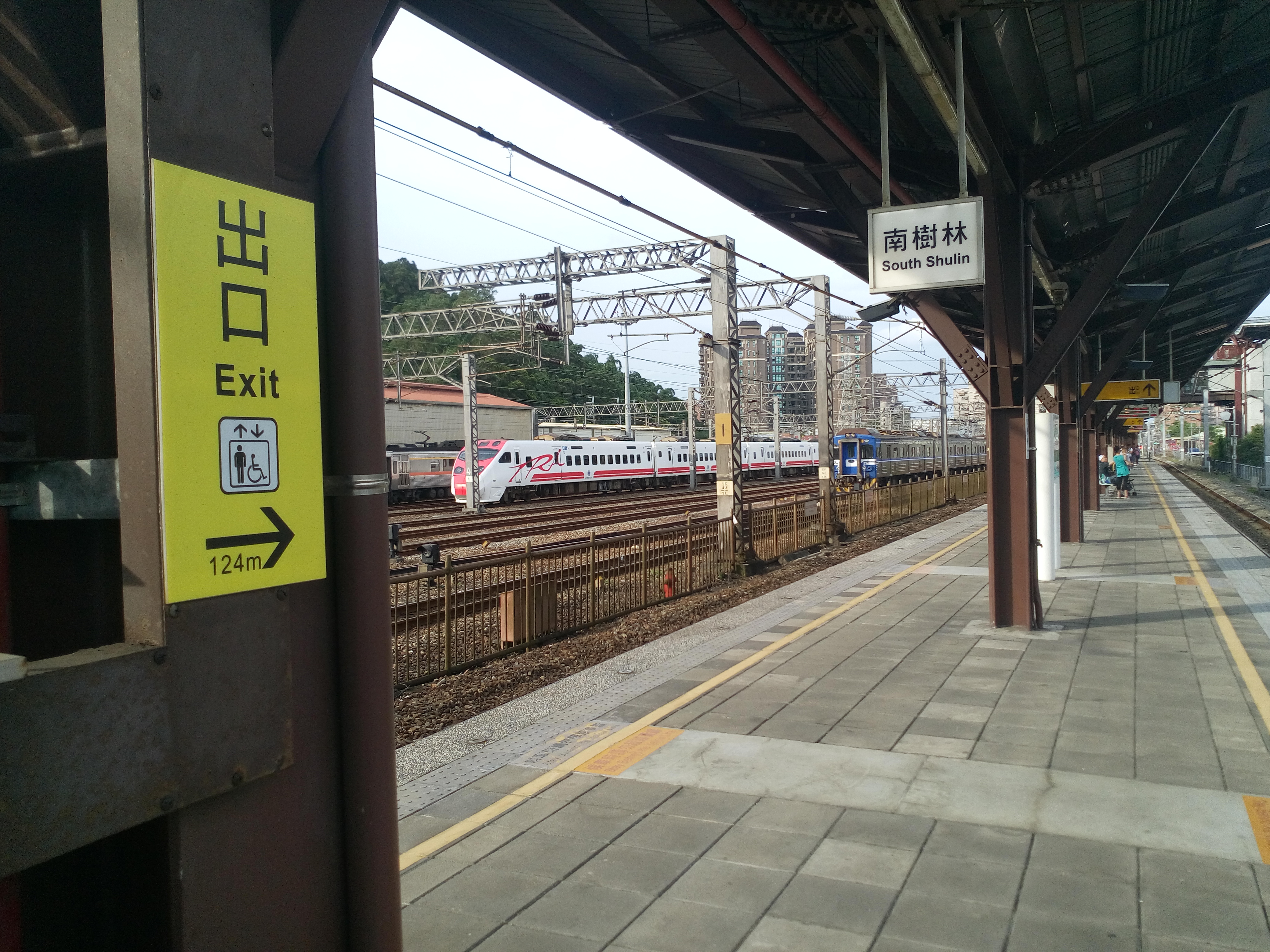
於南樹林車站月台上遠望樹林調車場內停放的各式列車

樹林調車場所在的現址占地14.3公頃，在臺北機務段正式進駐之前，經歷過兩次的搬遷及改名。最早設置在華山車站裡的貨物場區域位置，當時僅以華山之名作為識別。在1985年之前，臺鐵東部及西部幹線的列車均由臺北始發，鄰近的華山車站為貨運車站不辦理客運業務，其場域兼具為抵達臺北的客運列車調度及整備功能。在南港貨運站啟用後，取消華山站的貨運功能，專任客車調度整備業務，改稱為華山車場。
1977年底，因應西部幹線電氣化，西部幹線的車輛調度業務改由新設立的南港調車場承辦，「臺北機務段」本部隨之遷至南港調車場；華山車場除貨運外主要負責東部幹線與淡水線列車編組及整備，臺北站區之機務單位降編為「城中機務分段」。
1983年，因應臺北鐵路地下化，華山車場迎來第一次遷移，在當時板橋車站東北方板橋酒廠旁，新建板橋客車場（即今板橋車站所在，縣民大道之西側）；並於1985年完工後遷入。此時東部幹線列車始發站仍為臺北車站，板橋客車場至臺北車站為空車迴送；機務段名稱隨此改稱板橋機務分段。
1997年，臺北鐵路地下化專案（萬板專案）開始執行，板橋鐵路地下化工程啟動，板橋客車場於是再度遷移，落腳樹林站南方1.2公里處，緊臨縱貫線主線旁，於3月14日正式啟用，場域為名樹林調車場。1998年9月27日，樹林車站新站房落成，與此同時板橋機務分段遷至樹林調車場改稱樹林機務分段，臺鐵並將東部幹線始發車站變更為樹林。持續負責東部幹線各級列車的調度與整備業務至今。

## 鄰近車站
場域地址門牌為新北市樹林區東佳路7號，不辦理客運，內部站站名為樹林調車場（樹調），距離縱貫線起點基隆端42.1公里，北往樹林1.2公里，南距山佳2.7公里，列車進出本段皆經由和樹林車站銜接的小運轉線。2015年12月23日，正對樹林調車場的南樹林車站啟用，兩站之間沒有設置聯通道。

## 配置車輛
目前負責動力分散式列車的維護保養，主要車型為EMU500型電聯車、EMU900型電聯車、太魯閣號、普悠瑪號、海風號鳴日觀光列車及柴電機車維護保養，另外視調度狀況支援新到車輛EMU3000型的整備作業。
詳細車輛配置請參閱維基學院。

## 同場區內平行單位
- 電務處臺北電力段
- 電務處臺北電務段
- 臺北工務段[8]
- 臺北施工隊

## 外部連結
- 樹林地方知識學：樹林調車場 （页面存档备份，存于）
- 樹林地方知識學：樹林車站 （页面存档备份，存于）